# Гутурама колумбійська
Гутура́ма колумбійська (Euphonia concinna) — вид горобцеподібних птахів родини в'юркових (Fringillidae). Ендемік Колумбії.

## Опис

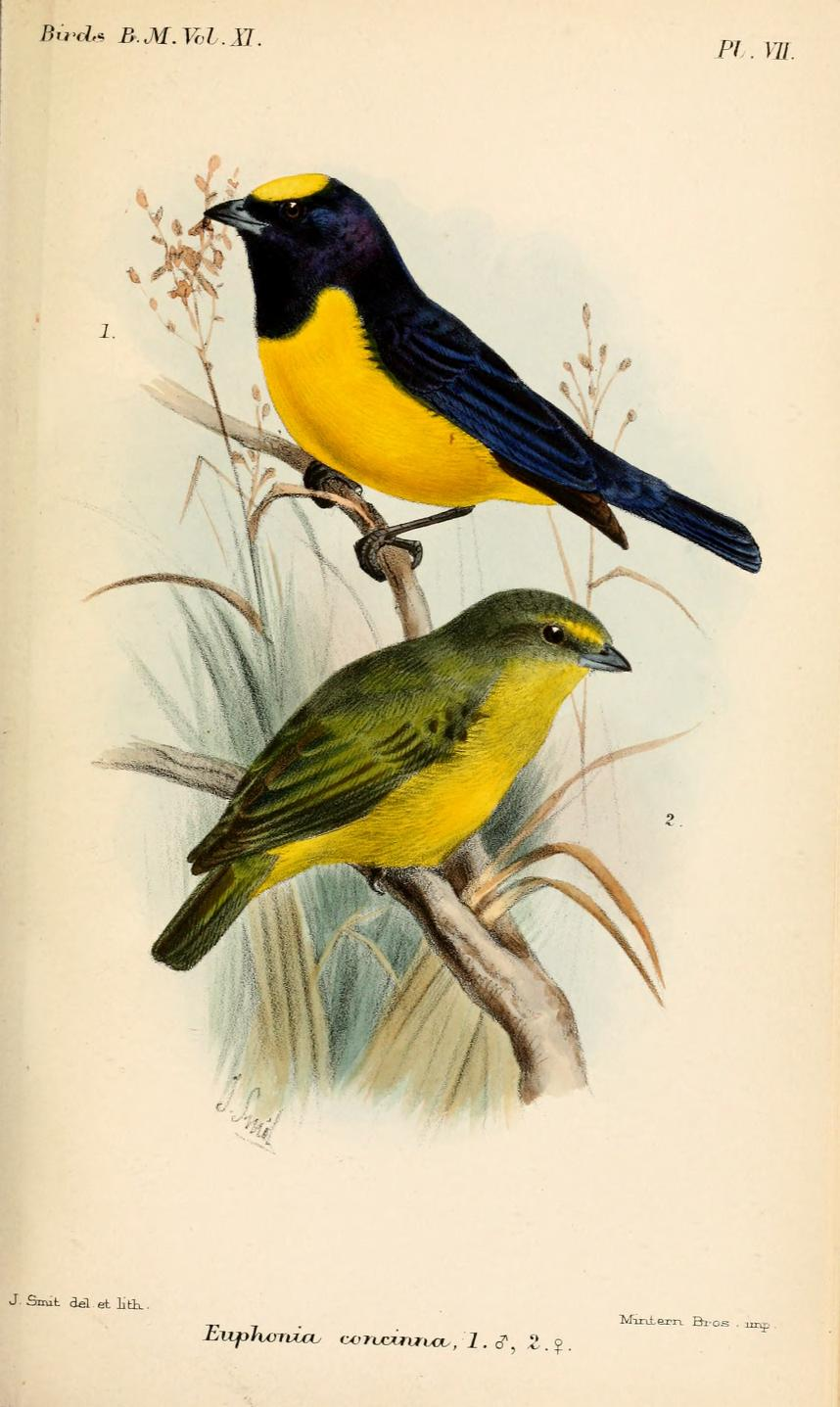
Колумбійські гутурами

Довжина птаха становить 9 см, вага 9-12 г. Виду притаманний статевий диморфізм. У самців голова, горло, спина, крила і хвіст синювато-чорні з металевим відблиском. Груди, живіт і гузка золотисто-жовті, на лобі золотисто-жовта пляма. У самиць потилиця, спина, крила і хвіст оливково-зелені, обличчя, груди і живіт охристі, гузка білувата. Очі темно-карі, дзьоб і лапи чорні.

## Поширення і екологія
Колумбійські гутурами мешкають в долині річки Магдалена, від західної Бояки до Уїли. Вони живуть в сухих тропічних лісах і рідколіссях. Зустрічаються поодинці, парами або невеликими сімейними зграйками, на висоті до 1000 м над рівнем моря. Живляться переважно ягодами омели, а також іншими ягодами і плодами, доповнюють свій раціон дрібними комахами та іншими безхребетними.